# 人格

ビッグファイブ性格特性

人格（じんかく）は、個人の心理面での特性。人柄。または人間の人としての主体。
日本では当初哲学的な概念として輸入され、明治時代に井上哲次郎が英語のPersonality/Person、ドイツ語のPersönlichkeit/Personに相当する漢語として造語したものである。発達心理学、教育学においては、人間の成長の過程において形成されていくものとみなされることが多い。

## 哲学における人格概念
person（英）、Person（独）などは、ラテン語のpersona(ペルソナ）に由来する。その語源には諸説あるが、ギリシア語のπρόσωπον(prosopon：顔やモノの前面、仮面)であるとされることが多い。ラテン語ではさらに「〔演劇や実社会における〕役割」「〔法的主体または対象としての〕人」を意味した。キリスト教においてはテルトゥリアヌスによる神の「三位格・一実体(tres personae – una substantia)」定式において用いられ、ボエティウスにより、ペルソナとは「理性的本性をもつ個別的実体(naturae rationabilis individua substantia)」である、という定義が与えられた。イマヌエル・カントは、人間が持つ道徳法則の主体としての性質を人格性(Persönlichkeit) あるいは人間性 (Menschheit) と表現した。道徳性の主体としての人間は人格(Person)と呼ばれ、物件 (Sache) と明確に区別される。物件には何かのための手段として価値（価格）のみがあるが、人格は手段としてだけでなく同時に目的としても扱われなければならないという形で道徳的な価値を持つ。この思想は定言命法としてカント倫理学の中心的な役割を果たしており、『実践理性批判』『人倫の形而上学』などの著書において展開されている。また『純粋理性批判』においては、人格の同一性に関する心理学的な議論を純粋理性の誤謬推理として批判している。

## 心理学における人格概念
心理学において人格という用語は、personalityの訳語として用いられるようになった。しかし、心理学においてはpersonalityという単語には価値的な意味が含まれていないのに対し、「人格者」という言葉にあるように価値が含まれていることが多く、心理学においても用語の用い方に混乱が生じている面がある。日本において「性格」「人格」と使い分けられている言葉であっても，英語ではpersonalityである場合がある。人格を説明する理論として、ジークムント・フロイトの心を自我・超自我・エスに区分する構造モデルと、意識と無意識に分ける局在モデルが教科書的に有名である。超自我は良心に関係するとされる。

## 人格の形成
事故や病気、天気等による外的要因を除いて、幼少期における経験や体験が、人間としての人格形成に大きく影響を与えていると思われる。幼児期に友達の真の愛を受けて育った子供は、表情（笑顔等）が少なくなったりする傾向がある。また、こういう環境で育った子供は、脳の発達具合にまで違いがみられる。また、幼少期に継続的な虐待（児童虐待）を受けた子供の中には、虐待を受けている自分を別の人物として無意識的に切り離し苦痛から逃れようとする機制のために、自分自身の中に別の人格（正確には人格状態）を形成する場合もみうけられる。この状態が進行することによって起こる疾患が解離性同一性障害、いわゆる多重人格である。
ただし、心的外傷による分裂病発症理論には否定的な意見もある（分裂病を作る母を参照）。
こうした、人間には本性というものは存在せず、子供は本来無垢であり、言語能力・性格・知能・性的指向といった人の頭の中にあることの全ては、外部からの経験によって形成されるという考え方をタブラ・ラーサのドグマと呼び、20世紀を通じて人格形成プロセスの常識として考えられてきた。しかし、1995年にジュディス・リッチ・ハリスが発表した実証的な論文が発達心理学に一石を投じることとなる。その後の行動・遺伝学の研究によって、人格の形成の半分は遺伝子の直接・間接的影響で生じ、残りの半分は親の子育てや家庭環境とは関係の無い、何か別のものであるということが分かってきた。残り半分の「何か」についてハリスは、人間は10代半ばに現在置かれている相対的な社会的地位によって、自分の人格の一部を定める傾向があると述べている。

## 人間関係と健康なパーソナリティ
パーソナリティの概念規定は様々ありはするが、人間関係の問題にかかわる場面に限定するなら、実際的に活用できる概念規定としては「パーソナリティとは、人間に特徴的な行動と考えとを決定する精神身体的体系の力動的組織」とするゴードン・オルポートの定義であろう。そしてさらに「性格、気質、興味、態度、価値観などを含む、個人の統合体である」としておくとよい。
マズローは、自己実現の原動力となる欲求として＜生理的欲求・安全欲求・所属および愛情欲求・尊重欲求・自己実現欲求＞を挙げた上で、左側の下位の欲求から上位の欲求へと満たしてゆき、最終的に高次の動機（メタモティベーション）に達するとした。つまり、下位の欲求から充足され最終的に最も高次の欲求に至る人が、より健康的なパーソナリティの人だ、としているわけである。
ゴードン・オールポートは健康なパーソナリティの規準として、次の6つを挙げた。
- 1)　 自己意識の拡大。自己自身だけに集中的に向けられていた関心が、家族・異性・趣味・政治・宗教・仕事へと広がり、これにどれだけ積極的に参加し、自己をどれだけ拡大してゆくか。いわば、他人の幸福を自分の幸福と同一視できるほど重要視し、拡大視できるか。
- 2）　他人との暖かい人間関係の確立。家族や友人に対して、どれほど深い愛情を伴う親密さと、全ての人の人間的状態に敬意を払い理解するという、共感性を持つことができるか。
- 3）　情緒的安定。欲求不満の状況でもそれを受容するとともに、これをどれほど適切冷静に処理し、安定した精神状態を保つことができるか。
- 4）　現実的知覚、技能および課題。歪曲されない正確な現実認識と、真実性への認知の構えをどれほどもっているか。基本的知的能力だけでは不十分で、むしろ高い知的能力をもちながら、情緒的均衡を欠くために、健康なパーソナリティとなれない人も多数存在する。
- 5）　自己客観化、洞察とユーモア。自分自身とは何か、自分自身が持っているものは何か、他人は自分が何を持っていると思っているのか、といったことを客観的に知り、洞察しているか。この洞察とユーモア感覚は強く関連している[6]。
- 6）　人生を統一する人生哲学。人生をいかに生きてゆくか、という目標への指向性をどれほど明確にもっているか。そして、人生に統一を与えてくれる哲学、すなわち価値への指向をどれだけもっているか。[注釈 1]